# Joseph Flaugier

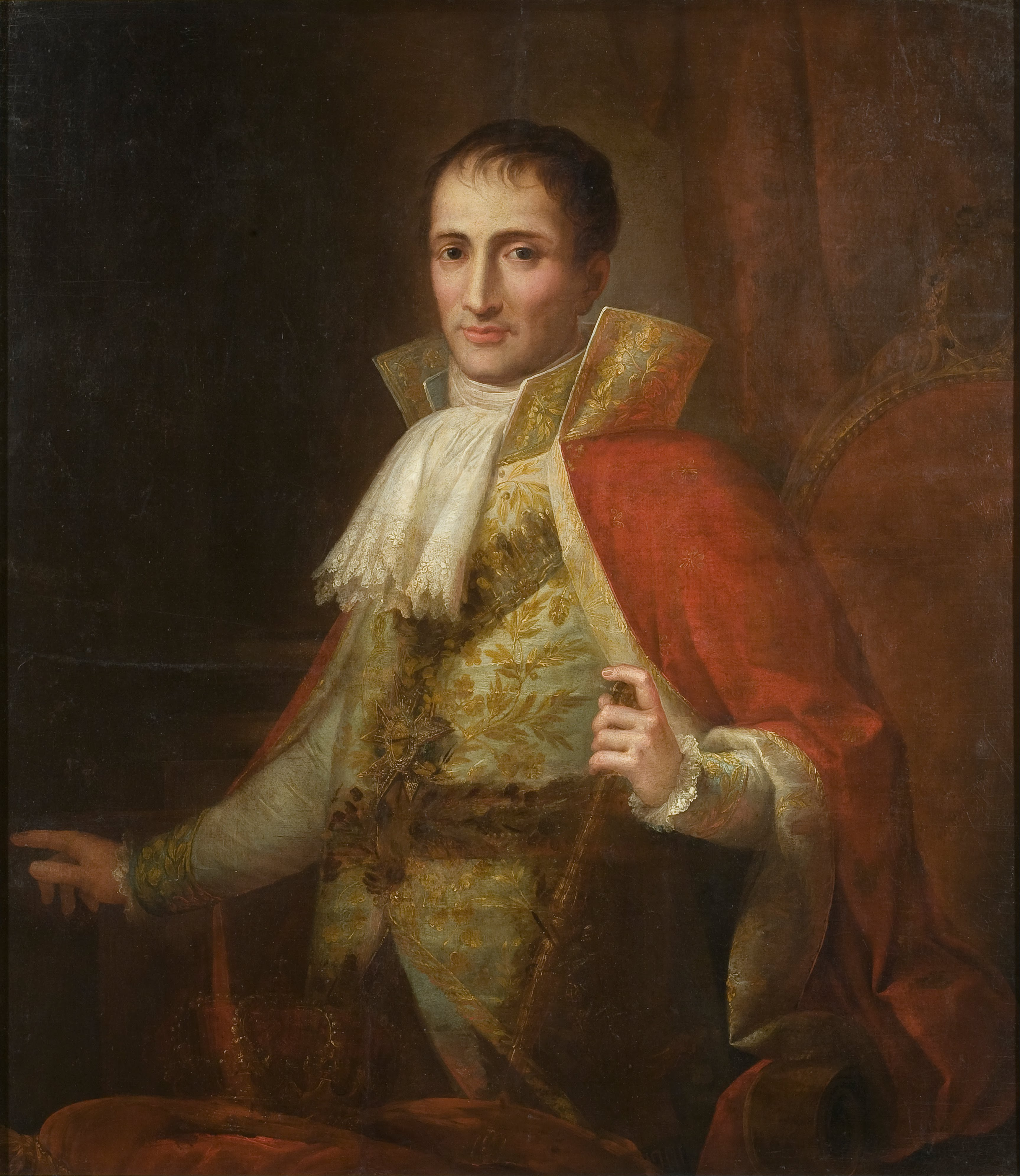
Retrat de Josep I Bonaparte (MNAC)

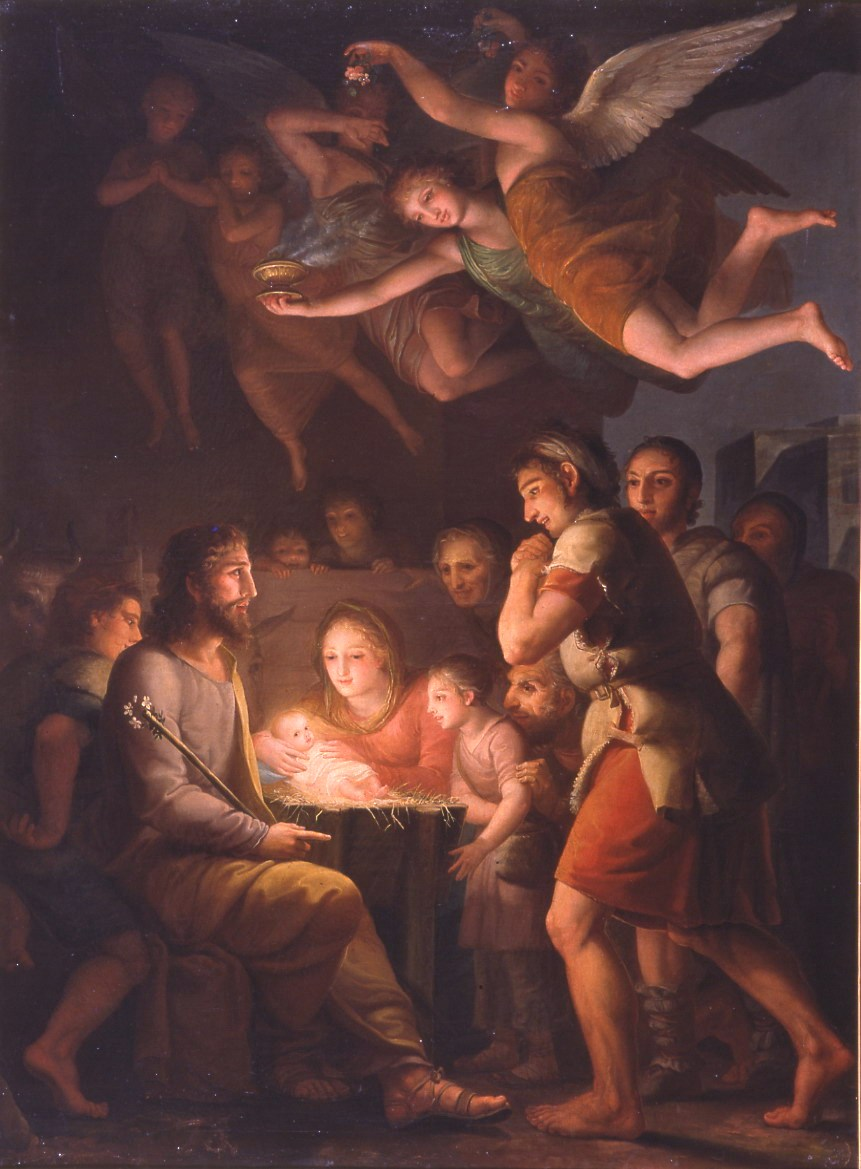
Josep Bernat Flaugier (Lou Martegue, Provença, 1757 - Barcelona, 1813), Naixement del nen Jesús. Reial Acadèmia Catalana de Belles Arts de Sant Jordi de Barcelona (inv. 291).

Joseph-Bernard Flaugier, conegut també en català com a Josep Bernat Flaugier (Lo Martegue, Provença, 10 de desembre de 1757 - Barcelona, 1813) fou un pintor occità establert a Catalunya.

## Biografia
El seu pare era comerciant. Cap al 1773 s'instal·là a Barcelona, on estudià a l'Escola Llotja i resideix a diversos llocs de la ciutat. Entre 1793 i 1800 viatjà arreu d'Europa.
Va fer pintures religioses a l'ermita del Roser de Reus, al monestir de Poblet i en esglésies barcelonines, com la Coronació de la Mare de Déu a la cúpula de l'església de Sant Sever i Sant Carles Borromeu (1800). També feu els retrats de Carles IV i Maria Lluïsa de Parma (1802) per a l'Ajuntament de Barcelona, el de Josep I Bonaparte (1808) i un autoretrat (cap a 1810), conservat actualment al Museu d'Història de Barcelona que també té altres obres seves com el retrat del bisbe de Barcelona Eustaquio de Azara i Perera (1790-1797), un miracle de Sant Josep Oriol (1810) i unes escenes de la Guerra del Francès. Conreà igualment la decoració d'interiors: la casa del Virrei Amat d'Abrera, la casa Miró a Reus i la casa Castellarnau a Tarragona.
El 1809 ocupà el càrrec de director de la Llotja, que mantingué fins a la seva mort. Inspirat per la revolució francesa, va intentar reunir obres d'art amb l'objectiu d'obrir un museu públic a Barcelona, compilant els quadres confiscats als convents tancats per les autoritats barcelonines. La Junta de Comerç va recuperar aquestes pintures per formar el nucli central de la Galeria de Pintures, que fou durant molt temps l'únic museu de la ciutat.
A nivell pictòric conreà un estil neoclàssic, i va rebre la influència de Jacques-Louis David i Anton Raphael Mengs. En trobem un exemple a la Biblioteca Museu Víctor Balaguer, amb la Casta Susanna (també anomenada Susanna i els vells)